# Walt Namuth
Walter Milton Namuth III (* 27. Juni 1942; † 13. Februar 2011) war ein US-amerikanischer Jazzmusiker (Gitarre, auch Arrangement), der vorwiegend im Raum Washington DC und Baltimore tätig war.

## Leben und Wirken
Namuth wuchs in Glen Burnie, Maryland, auf und besuchte nach dem Abschluss der Highschool die Musikschule. Er versuchte dann, sich in Los Angeles als Studiomusiker zu etablieren, der in seiner Freizeit experimentelle Musik kreierte, bei der er alle Instrumente im Mehrspurverfahren spielte. Namuth arbeitete in den 1960er- und frühen 70er-Jahren mit prominenten Künstlern des Jazz, blieb aber lieber in der Nähe seiner Heimat, ohne weiter aufzunehmen. 1964 spielte er mit Billy Taylor, Slam Stewart und Jo Jones in der Begleitband der Sängerin Ethel Ennis bei deren Auftritt auf dem Newport Jazz Festival; zwei Wochen später begleitete er sie (mit Jimmy Jones, George Duvivier und Osie Johnson) auf ihrem Album Eyes for You. Nach den Recherchen von Marc Myers war Namuth in dieser Zeit an zwei weiteren Alben beteiligt, neben dem Album Left Bank ’66 unter seinem Namen (Walter Namuth's Quintet featuring Mickey Fields), erschienen 1966 auf dem Label der Left Bank Jazz Society in Baltimore als Musiker beim Soundtrack des Musiktheaterstücks The Dawn (American Record Society, 1966), mit Leslie J. Schnierer (Cembalo), Don Bailey (Schlagzeug) mit dem St. Anthony CYO Teen Club.
1968 wurde Namuth von Buddy Rich für dessen Bigband engagiert; zu hören ist er auf dem Album Mercy, Mercy, Mercy: Live at „Caesar’s Place“. „Walt Namuth, der lohnendste der Solisten, sorgt für erfrischende Unterstützung bei zeitgenössischen Popsongs [wie „Alfie“ und „Ode to Billie Joe“], denen er sich stellen muss“, hieß es 1969 in der Saturday Review. Später im Jahr 1968 wirkte Namuth bei Lou Rawls’ Album The Way It Was mit, und 1972 spielte er erneut mit Buddy Rich auf dessen LP Stick It. Darauf enthalten ist eine Version des Songs „Bein’ Green“ aus der Sesamstraße (später von Kermit der Frosch in der Muppet Show gesungen), bei der Rich eine Gesangseinlage übernimmt, bei der er nur von Walt Namuth auf der akustischen Gitarre begleitet wird. Mit Namuths Abgang beschloss Buddy Rich, den Gitarrenstuhl in seiner Band nicht mehr zu besetzen.
Ab den 1970er-Jahren betätigte sich Namuth vorwiegend als Musikpädagoge und legte 1977 das zweibändige Lehrwerk Guitar directions: The Chord Book bei Namoy Publications vor. In seinen späteren Jahren wirkte er noch bei einem Stück von Lou Prides Album Keep on Believing (2005) mit.
Nach Ansicht von Marc Myers gehört Namuth zu den vielen „verloren gegangenen“ Musikern, diesen undokumentierten Jazzlegenden, die jede Stadt hat, und zu den Tausenden von Künstlern, die sich nie die Mühe gemacht haben aufzunehmen, weil sie nicht gefragt wurden, es nicht konnten oder nicht bereit waren, auf Tour zu gehen, um ihre LPs zu promoten, bis gelegentlich doch ein Band auftaucht, das an sie erinnert.